# Cesny-les-Sources
Cesny-les-Sources is een gemeente in het Franse departement Calvados in de regio Normandië en maakt deel uit van het arrondissement Caen. De gemeente telde 1.415 inwoners op 1 januari 2022.

## Geschiedenis
Cesny-les-Sources is op 1 januari 2019 ontstaan door de fusie van de gemeenten Acqueville, Angoville, Cesny-Bois-Halbout, Placy en Tournebu. 

## Geografie
De oppervlakte van Cesny-les-Sources bedraagt 33,89 vierkante kilometer; Op 1 januari 2022 was de bevolkingsdichtheid 41,8 inwoners per km².

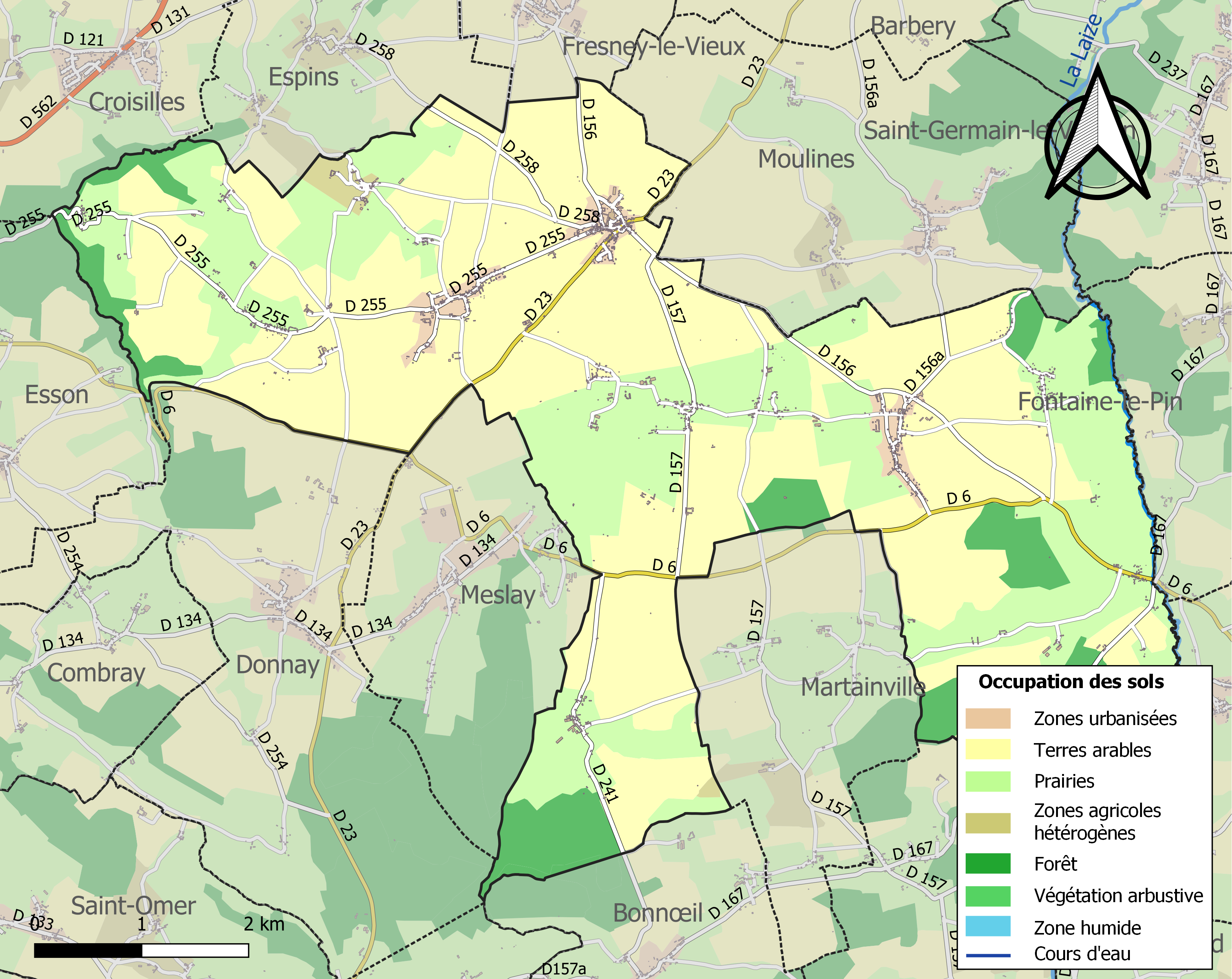
Kaart van de gemeente met de belangrijkste infrastructuur, bodemgebruik en omliggende gemeenten

Barbery · Le Bô · Boulon · Bretteville-le-Rabet · Bretteville-sur-Laize · Le Bû-sur-Rouvres · Cauvicourt · Cauville · Cesny-les-Sources · Cintheaux · Clécy · Combray · Cossesseville · Croisilles · Culey-le-Patry · Donnay · Espins · Esson · Estrées-la-Campagne · Fresney-le-Puceux · Fresney-le-Vieux · Gouvix · Grainville-Langannerie · Grimbosq · Martainville · Meslay · Montillières-sur-Orne · Moulines · Les Moutiers-en-Cinglais · Mutrécy · Ouffières · La Pommeraye · Saint-Germain-le-Vasson · Saint-Lambert · Saint-Laurent-de-Condel · Saint-Omer · Saint-Rémy · Saint-Sylvain · Soignolles · Thury-Harcourt-le-Hom · Urville · Le Vey